# ألفرد بيرغستروم
ألفرد بيرغستروم (بالسويدية: Alfred Bergström)‏ هو رسام طبيعة ‏ ورسام سويدي، ولد في 15 يناير 1869 في ستوكهولم في السويد، وتوفي بنفس المكان في 15 نوفمبر 1930.